# 天主教安布西特拉教區
天主教安布西特拉教區（拉丁語：Dioecesis Ambositrensis）是馬達加斯加一個羅馬天主教教區，屬菲亞納蘭楚阿總教區。
教區成立於1999年6月3日，2012年有教友397,438人（佔轄區總人口49.8%）、二十個堂區、五十二名司鐸。現任教區主教為菲德利斯·拉庫圖納里武。